# سادا
السادة هي بلدية فرنسية في إقليم مايوت الخارجي في المحيط الهندي.

## التركيبة السكانية
التطور الديموغرافي للبلدية
- 1985: 4 137
- 1991: 5 554
- 1997: 7 436
- 2007: 8 007
- 2012: 10 195